# Amerikaanse smient
De Amerikaanse smient (Mareca americana synoniem: Anas americana) is een broedvogel uit het geslacht Mareca die voorkomt in Noord-Amerika.

## Kenmerken
De Amerikaanse smient lijkt veel op de smient (Mareca penelope), maar zijn kop is grijs met een groene dikke oogstreep die tot in de nek doorloopt. Verder zijn de flanken zalmroze, evenals de dekveren. Het vrouwtje is moeilijk te onderscheiden van de vrouwelijke Mareca penelope. Amerikaanse smienten houden zich 's winters weleens in grote groepen smienten op. Zijn roep is een twee-lettergrepig <wiejoe woe>. De lichaamslengte bedraagt 50 cm en de spanwijdte 80 cm.

## Verspreiding en leefgebied
Deze soort komt voor in Alaska, Canada en de noordelijke Verenigde Staten in moerassen en plassen, waar hij zich tegoed doet aan grassen en groene planten.
In Nederland worden elk jaar enkele exemplaren waargenomen. Het gaat bij deze exoot in Nederland vaak om hybriden, met name een kruising van twee verschillende soorten.

## Status
De grootte van de populatie is in 2019 geschat op 2,7 miljoen volwassen vogels. Op de Rode lijst van de IUCN heeft deze soort de status niet bedreigd.

## Zie ook

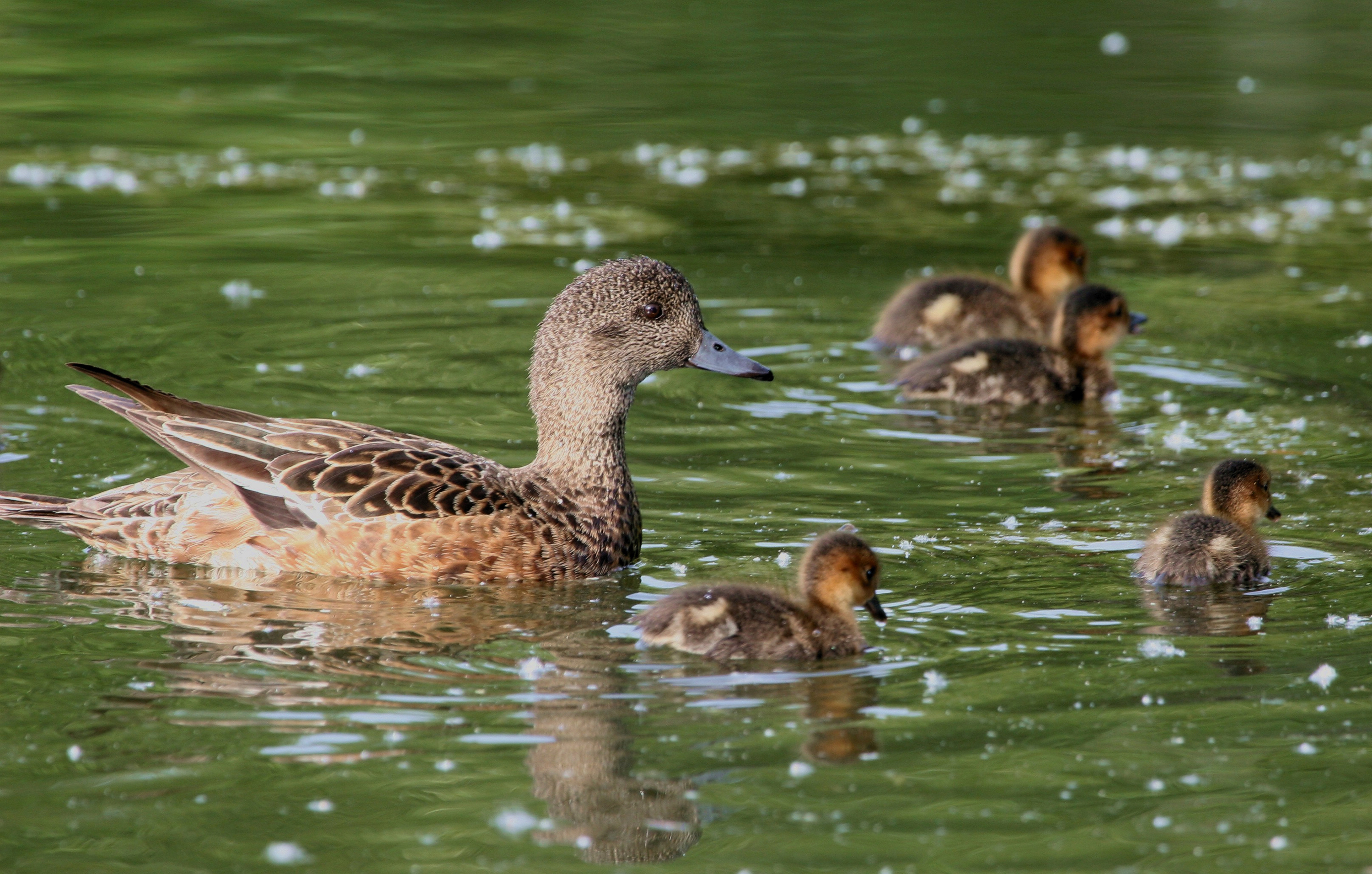
Een vrouwelijk exemplaar met kuikens